# Maria Antonietta Macciocchi
Maria Antonietta Macciocchi (Isola del Liri, 23 luglio 1922 – Roma, 15 aprile 2007) è stata una scrittrice, giornalista e politica italiana, esponente prima del Partito Comunista poi del Partito Radicale e membro del Parlamento italiano ed europeo.

## Biografia

### Il periodo comunista
Maria Antonietta Macciocchi ha appena vent'anni quando, nel 1942 aderisce al Partito Comunista, allora operante in clandestinità durante la guerra e la successiva occupazione nazista, e partecipa ad azioni di propaganda durante la resistenza. Nel 1945 si laurea con Natalino Sapegno in Lettere e Filosofia all'Università "La Sapienza" di Roma.
Dal 1950 al 1956 dirige il settimanale Noi Donne, organo ufficiale dell'UDI. Nel 1956 assume la direzione del settimanale del Partito Comunista Vie nuove al cui stile imprimerà una svolta trasformandolo in una pubblicazione dove trovano posto articoli di autori non sempre "conformisti" rispetto alla linea del partito, quali Pier Paolo Pasolini o Curzio Malaparte al quale la Macciocchi commissionerà uno dei primi reportages sulla Cina.
Nel 1961 lascia la direzione di Vie Nuove per divenire corrispondente de l'Unità dove pubblicherà articoli da Algeri, Bruxelles e Parigi, oltre a storiche interviste con molti leader del mondo comunista e di Paesi non allineati, quali Tito, Ahmed Ben Bella, Indira Gandhi e Nikita Chruščёv. Nel 1968 viene candidata dal PCI alle elezioni per la Camera dei deputati nel collegio di Napoli, conquistando un seggio in Parlamento.
Il suo atteggiamento critico nei confronti del partito, espresso nelle sue Lettere dall'interno del PCI inviate al filosofo francese Louis Althusser e quindi pubblicate in un libro, e l'opinione dichiaratamente entusiasta nei confronti del comunismo cinese, verso il quale il PCI aveva assunto un atteggiamento di distacco, quando non di disapprovazione, la mettono in contrasto con il Comitato centrale.

### Il periodo "cinese" e l'esilio a Parigi
Nel 1971, di ritorno da un viaggio in Cina, Maria Antonietta Macciocchi aveva pubblicato un libro di 560 pagine intitolato Dalla Cina in cui elogiava il "paradiso socialista" nell'ex Celeste Impero.  Questo suo giudizio positivo sulla Rivoluzione Culturale le attira molte critiche da parte di altri scrittori ed esponenti del suo partito, alle quali risponde in qualche modo con la pubblicazione di Polemiche sulla Cina. Ciò provoca la decisione del partito di non ripresentarla tra i suoi candidati nelle successive elezioni politiche del 1972. Maria Antonietta lascia allora l'Italia per trasferirsi nella capitale francese, dove i suoi libri riscuoteranno molto successo fra gli intellettuali.  Dal 1972 al 1980 sarà docente di Sociologia politica all'Università "Paris VIII-Vincennes"; nel 1977 conseguirà il Dottorato di ricerca in Scienze Politiche presso l'Università della Sorbona.

### La rottura col PCI e l'elezione al Parlamento Europeo

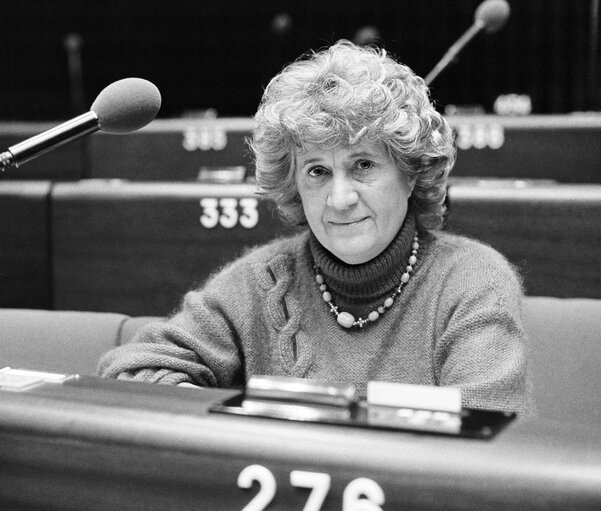
Maria Antonietta Macciocchi al Parlamento Europeo

Nel 1977 Maria Antonietta Macciocchi è un personaggio di primo piano del mondo culturale parigino, ed in particolare del gruppo di "Maoisti" di cui fanno parte filosofi, scrittori, poeti, professori universitari e giornalisti del calibro di Sartre, di Sollers, di Althusser, di Lacan, e di un pezzo del movimento degli studenti che sta virando decisamente a sinistra. Maria Antonietta organizzerà in segno di protesta contro la risposta fortemente repressiva della polizia una trasferta degli intellettuali francesi nel capoluogo emiliano. Questa manifestazione per il PCI è la goccia che fa traboccare il vaso, e nell'ottobre di quell'anno la Macciocchi viene clamorosamente espulsa dal partito al termine di un "processo disciplinare" tenutosi nella sezione del Rione Trevi. Dal canto suo, pochi mesi dopo, lei riporterà tutto sul volume Dopo Marx, aprile (prefazione di Leonardo Sciascia, edizioni L'Espresso 1978) contestualizzando le sue pratiche di quel periodo con una lettura attenta dell'universo giovanile di sinistra.
La sua vena polemica attira l'attenzione del leader del Partito Radicale, Marco Pannella, che le propone la candidatura alle prime elezioni per il Parlamento europeo. Nel 1979 Maria Antonietta Macciocchi viene quindi eletta al Parlamento di Strasburgo e come componente della Commissione Giustizia si batterà per l'abolizione della pena di morte in Francia. Aderisce al gruppo parlamentare "Gruppo di coordinamento tecnico e di difesa dei gruppi e dei deputati indipendenti" di cui farà parte fino al febbraio 1982; successivamente, abbandonando la linea radicale, aderisce al "Gruppo Socialista". Nel corso del suo mandato la Macciocchi farà anche parte della Commissione per la verifica dei poteri e della Commissione di inchiesta sulla situazione della donna in Europa.

### Corrispondente dal mondo
Maria Antonietta Macciocchi alterna il lavoro di parlamentare europeo a quello di giornalista, scrivendo per grandi quotidiani quali il Corriere della Sera, Le Monde ed El País articoli dalle più diverse parti del mondo, dalla Cambogia all'Iran e a Gerusalemme. Nel 1992 il Presidente francese François Mitterrand le conferisce la Legion d'Onore. Nello stesso anno incontra Papa Wojtyla e rimane affascinata dalla personalità del Pontefice. A lui dedicherà il libro Le donne secondo Wojtyla che susciterà ulteriori polemiche per la sua "conversione" da apologeta di Mao ad ammiratrice del Papa.

### Le ultime attività
Negli anni '90 Maria Antonietta Macciocchi dirada l'attività giornalistica per concentrarsi sulla scrittura. Pubblica alcuni lavori dedicati alla storia di Napoli sul finire del Settecento ed alle vicende della Repubblica Napoletana. Nel 1993 pubblica Cara Eleonora dedicato ad Eleonora Fonseca Pimentel, Premio Comisso sezione Biografia, e nel 1998 esce L'amante della rivoluzione, sulla figura di Luisa Sanfelice.
Alle elezioni europee del 1994 la Macciocchi si candida al Parlamento nelle liste del Patto Segni, senza tuttavia risultare eletta.
Nel febbraio del 1999 suscita nuove polemiche un suo articolo pubblicato sul Corriere della Sera in cui descrive un "episodio storico" rimasto sconosciuto riguardante lo stupro collettivo e il massacro di 40 religiose dell'ordine delle Suore Orsoline avvenuto nella città di Altamura a opera delle bande sanfediste capeggiate dal Cardinale Ruffo dopo l'assedio della città nel maggio del 1799. L'articolo provocherà la reazione di eminenti storici che dimostreranno, carte alla mano, che in quel tempo ad Altamura non vi era nessun convento di suore Orsoline, e che le vittime del saccheggio tra la popolazione risultarono in tutto trentasette. Non si trattava quindi di un "episodio" ma piuttosto di un falso storico. Nel 2000 dà una veste definitiva alla propria autobiografia con una nuova edizione, ampliata, di Duemila anni di felicità, che già era stata data alle stampe nel 1983.
Muore all'età di 84 anni nell'aprile 2007.

## Opere
- Sotto accusa la stampa femminile borghese, Roma, Noi Donne, 1950.
- Persia in lotta, Roma, Edizioni di Cultura Sociale, 1952.
- Lettere dall'interno del PCI a Louis Althusser, Milano, Feltrinelli, 1969.
- Dalla Cina. Dopo la rivoluzione culturale, Milano, Feltrinelli, 1971; 1974.
- Polemiche sulla Cina, Milano, Feltrinelli, 1972.
- Per Gramsci, Bologna, Il Mulino, 1974.
- La donna "nera". Consenso femminile e fascismo, Milano, Feltrinelli, 1976.
- La talpa francese. Viaggio in Francia, Milano, Feltrinelli, 1977.
- Dopo Marx, aprile, Roma, l'Espresso, 1978.
- Pasolini, Paris, Grasset, 1980.
- Duemila anni di felicità, Milano, A. Mondadori, 1983; Milano, Il saggiatore, 2000. ISBN 88-428-0836-9.
- Di là dalle porte di bronzo. Viaggio intellettuale di una donna in Europa, Milano, A. Mondadori, 1987. ISBN 88-04-29841-3.
- La forza degli italiani, Milano, A. Mondadori, 1990. ISBN 88-04-33605-6.
- Le donne secondo Wojtyla. Ventinove chiavi di lettura della Mulieris dignitatem, Milano, Edizioni paoline, 1992. ISBN 88-315-0651-X.
- Cara Eleonora, Milano, Rizzoli, 1993. ISBN 88-17-84296-6.
- L'amante della rivoluzione. La vera storia di Luisa Sanfelice e della Repubblica napoletana del 1799, Milano, Mondadori, 1998. ISBN 88-04-42655-1.